# Bulimulus hoodensis
Bulimulus hoodensis é uma espécie de gastrópode  da família Orthalicidae.
É endémica de Equador.